# Beatrice de Rethel
Beatrice de Rethel (n. cca. 1130/1132 – d. 30 martie 1185) a fost membră a nobilimii franceze, devenită cea de a treia soție a regelui Roger al II-lea al Siciliei.

## Familia
Beatrice s-a născut cândva între 1130 și 1132, ca cea mai mare dintre fiicele și unul dintre cei nouă copii ai contelui Ithier de Rethel cu Beatrice de Namur. Tatăl ei era conte de Rethel între 1158 și 1171.

## Căsătorie, urmași și văduvie
În 1151, Beatrice s-a căsătorit cu regele Roger al II-lea al Siciliei. Poziția ei de consoartă a durat doar circa trei ani, dat fiind că Roger a murit în 26 februarie 1154. Beatrice se afla în doar trei săptămâni de sarcină în acel moment, născând ulterior o fiică, Constanța de Sicilia, născută în noiembrie. Constanța se va căsători apoi cu împăratul Henric al VI-lea de Hohenstaufen, cu care îl va naște pe Frederic al II-lea.
Beatrice a supraviețuit soțului ei 31 de ani, însă nu există niciun indiciu asupra unei noi căsătorii a ei.